# La Bayou
La Bayou – kasyno znajdujące się w Fremont Street Experience, w amerykańskim mieście Las Vegas. Dysponuje ono jedynie 125 automatami i maszynami do gry w wideo pokera; w kasynie nie prowadzi się stołowych gier hazardowych ani zakładów sportowych.
W 2007 roku właścicielem La Bayou został Steve Burnstine.

## Historia
Otwarty jako Las Vegas Coffee House, w 1920 roku obiekt nabył nową nazwę – Northern Club, którą nadała mu Mayme Stocker. Klub oferował napoje alkoholowe i gry hazardowe, podczas gdy zgodnie z prawem były one nielegalne.
20 marca 1931 roku Northern Club stał się pierwszym obiektem w stanie Nevada, który otrzymał licencję na prowadzenie gier hazardowych. Jednocześnie, Mayme Stocker, ówczesna właścicielka klubu, została pierwszą kobietą w historii, która uzyskała tego typu licencję.
W 1945 roku Wilbur Clark wydzierżawił kasyno Northern Club i nadał mu nazwę Monte Carlo Club. Jednocześnie rodzina Stockersów kontynuowała prowadzenie hotelu Northern Hotel na drugim piętrze budynku.